# Could This Be Magic?
Could This Be Magic? (с англ. — «Может ли это быть магией?») — песня американской хард-рок группы Van Halen, восьмой трек с альбома Women and Children First.

## О песне
Песня в каком-то смысле необычная, так как не содержит ни ударных ни баса, а только две акустические гитары, основной и бэк-вокал.
«Could This Be Magic?» содержит единственный женский бэк-вокал, когда-либо записанный для песен Van Halen; Николетт Ларсон поёт во время некоторых припевов. Ларсон сделала это, чтобы поблагодарить Эдди Ван Хален за игру на гитаре в треке альбома Nicolette «Can’t Get Away From You» вопреки желанию Дэвида Ли Рота. Звук дождя на заднем плане не является эффектом; на улице шёл дождь, и группа решила записать звук в стерео, используя два микрофона Neumann KM84, и добавила его в трек.

## Участники записи
- Дэвид Ли Рот — основной вокал, акустическая гитара
- Эдди Ван Хален — акустическая гитара, бэк-вокал
- Николетт Ларсон[англ.] — бэк-вокал